# Margarethe I. von Masowien

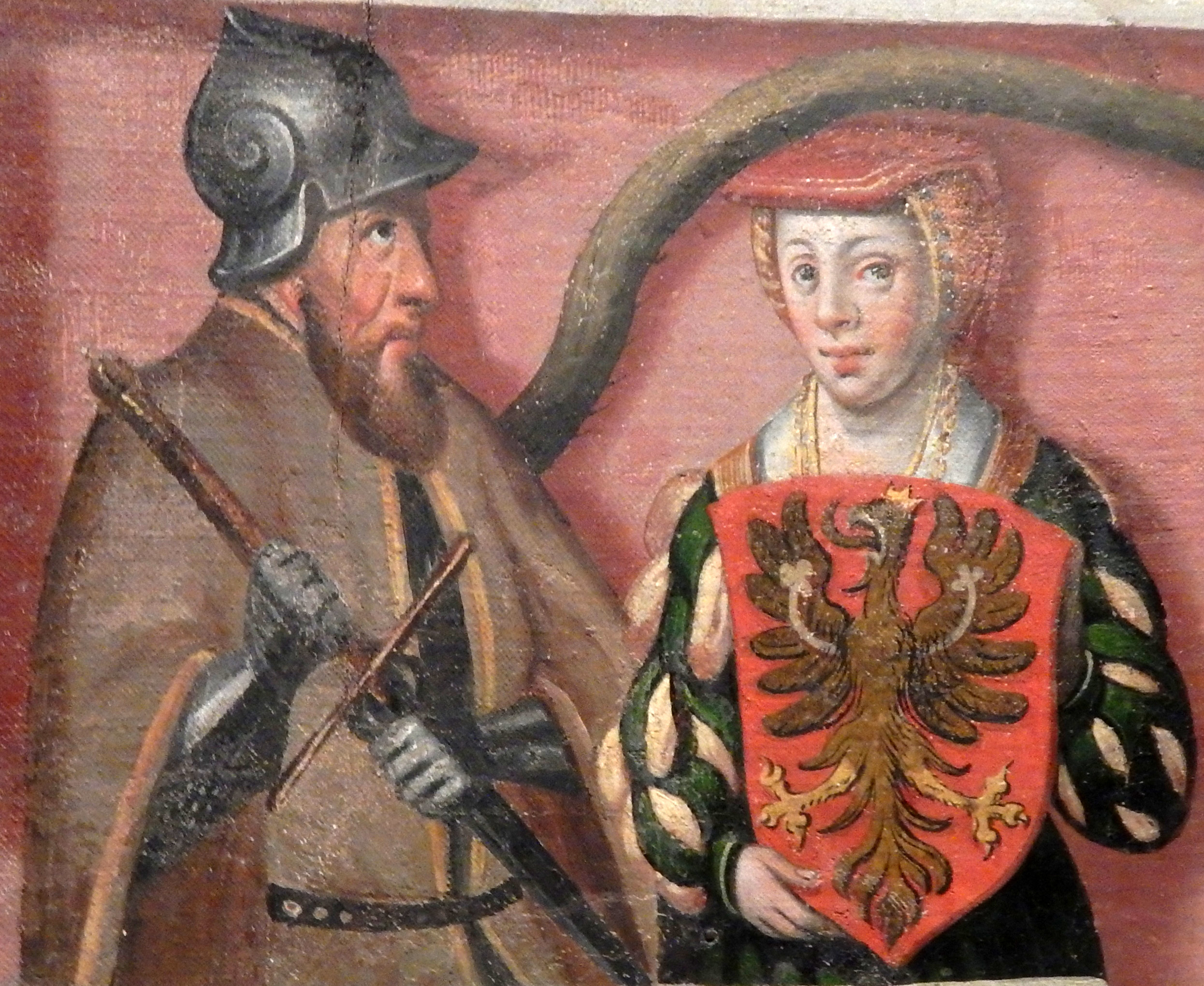
Margarethe mit Ehemann

Margarethe (poln. Małgorzata; * zwischen 1353 und 1356; † 14. August 1409) war eine polnische Prinzessin und pommersche Fürstin. Sie entstammte dem Adelsgeschlecht der masowischen Piasten und heiratete in die Greifen und schlesischen Piasten ein.

## Leben
Margarethe war Tochter von Herzog Siemowit III. von Masowien († 1381) und der schlesischen Prinzessin Euphemia von Troppau. Sie nahm heimlich ihren damals dreijährigen Halbbruder Heinrich von Masowien bei sich am Hof auf und zog ihn groß. Ihr Vater hatte ihn verstoßen. Ihr erster Ehemann verstarb 1377. Seine Ländereien fielen an die polnische Krone, mit Ausnahme von Dobrzyń, das Margarethe als Witwensitz erhielt. 1378 verzichtete sie jedoch auf Dobrzyn zugunsten von Wladislaus II. von Oppeln. Sodann heiratete sie ein zweites Mal. Ihr zweiter Ehemann verstarb 1399.

## Ehe und Familie
1369 heiratete sie den pommerschen Fürsten Kasimir IV. von Stolp. Aus der Ehe gingen keine Kinder hervor.
1379 heiratete sie den schlesischen Fürsten Heinrich VIII. von Brieg. Mit ihm hatte sie die Kinder Ludwig II. von Liegnitz und Margarethe.